# Козенков, Василий Георгиевич
Василий Георгиевич Козенков (17 февраля 1923, Кувандык, Оренбургская губерния — 7 апреля 1945, Кёнигсберг) — лётчик-штурмовик, гвардии майор, командир 3-й эскадрильи 136-го гвардейского штурмового авиационного полка (1-я гвардейская штурмовая авиационная дивизия, 1-я воздушная армия, 3-й Белорусский фронт), Герой Советского Союза.

## Биография
Родился 17 февраля 1923 года в селе Кувандык (ныне — город Кувандыкского района Оренбургской области) в семье рабочего Георгия Семёновича Козенкова. Русский. Член ВКП(б) с 1943 года.
С 1934 года жил в Актюбинске (Актобе) Актюбинской области Казахской ССР, где окончил 7 классов средней школы № 22, Орский аэроклуб в 1940 году, 8-й и 9-й класс вечерней школы ФЗУ. Работал на строительстве Актюбинского завода ферросплавов, токарем авторемонтных мастерских хромитовых рудников. Возглавлял комсомольскую организацию транспортного цеха.
Брат, Николай Георгиевич Козенков (1921 г.р.), пограничник, пропал без вести в первые дни войны, предположительно в районе станции Черемха Брестской области.
В 1942 году окончил Актюбинскую военную авиационную школу пилотов.
На фронтах Великой Отечественной войны с октября 1942 года. Воевал в составе 8-й, 4-й и 1-й воздушных армий на Западном, Сталинградском, 4-м Украинском и 3-м Белорусском фронтах. Участвовал в обороне Москвы, в Сталинградской битве, освобождении Крыма, Украины, Белоруссии, Литвы, разгроме врага в Восточной Пруссии.
7 и 8 мая 1944 года группа штурмовиков В. Г. Козенкова отличилась при штурме Сапун-горы.
К ноябрю 1944 года совершил 115 боевых вылетов на У-2 и 131 боевой вылет на Ил-2.
За годы войны совершил 308 боевых вылетов. На его счету 10 танков, 40 автомашин, 2 железнодорожных эшелона, много зенитных орудий, 9 самолётов противника, более 300 солдат и офицеров.
7 апреля 1945 года при штурме Кёнигсберга Ил-2 командира авиационной эскадрильи 136-го гвардейского штурмового авиационного полка гвардии майора Козенкова (воздушный стрелок гвардии старшина Белов И. С.) был сбит зенитной артиллерией противника. Экипаж, по некоторым данным, совершил огненный таран. Самолёт упал в районе современного завода «Электросварка».
Указом Президиума Верховного Совета СССР от 19 апреля 1945 года за образцовое выполнение боевых заданий командования на фронте борьбы с немецко-фашистскими захватчиками и проявленные при этом мужество и героизм гвардии майору Козенкову Василию Георгиевичу присвоено звание Героя Советского Союза.
Приказом Главного управления кадров Народного Комиссариата обороны СССР от 13 июля 1945 года № 02037 он исключён из списков офицерского состава Красной Армии.
Был Похоронен в местечке Горджнек (ныне — Польша). Позднее перезахоронен в братскую могилу в мемориальном комплексе «Обелиск 1200», город Калининград, проспект Гвардейский.

## Награды
- Медаль «Золотая Звезда» Героя Советского Союза.
- Орден Ленина.
- Четыре ордена Красного Знамени.
- Орден Александра Невского.
- Орден Отечественной войны 1-й степени.
- Орден Красной Звезды.
- Медали.

## Память
В память о Герое Советского Союза Василии Георгиевиче Козенкове в Актюбинске (Актобе, Казахстан) на зданиях школы № 22 и заводоуправления Актюбинского завода ферросплавов, а также в городе Калининграде на главном корпусе завода «Электросварка» установлены мемориальные доски. Бюст Козенкова установлен на Холме Славы в Кувандыке.
Имя Василия Козенкова носят улица в Калининграде (бывшая Зелигенфельдер-штрассе) и Барнауле, Кувандыке, Вильнюсе и Актюбинске, Санкт-Петербурге, школа № 22 в Актюбинске, рыболовный траулер.